# Gelatinöse tropfenförmige Hornhautdystrophie
Die gelatinöse tropfenförmige Hornhautdysplasie (GDLD) ist eine sehr seltene angeborene Form einer oberflächlichen Hornhautdystrophie mit zahlreichen milchig-gelatineartigen Knötchen unter dem Epithel der Hornhaut.

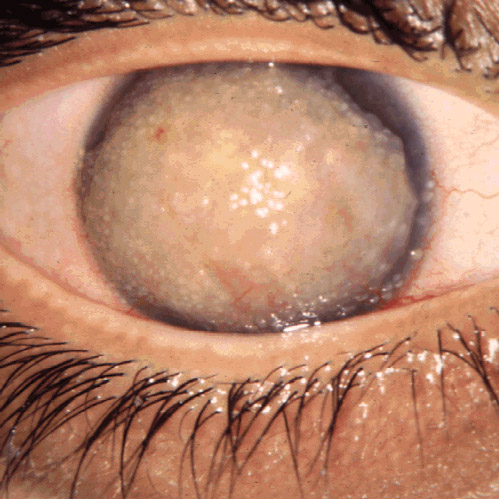
Komplett trübe Hornhaut mit zahlreichen tropfenartigen Knötchen, einige Blutgefäße sind sichtbar

Synonyme sind: Subepitheliale Amyloidose; Primäre familiäre Amyloidose (Grayson); englisch Amyloidosis, Corneal; Amyloid Corneal Dystrophy, Japanese Type; Corneal Dystrophy, Lattice Type III; Lattice Corneal Dystrophy, TYPE III
Die Erstbeschreibung stammt aus dem Jahre 1914 durch G. Nakaizumi. (zitiert nach D. S. Gartry.)

## Verbreitung
Die Häufigkeit wird mit 1–9 zu 1.000.000 angegeben, die meisten Beobachtungen stammen aus Japan, Häufigkeit dort 1 zu 300.000. Die Vererbung erfolgt autosomal-rezessiv.

## Ursache
Der Erkrankung liegen Mutationen im TACSTD2-Gen auf Chromosom 1 Genort p32.1 zugrunde, welches für den tumorassoziierten Kalzium-Signal-Überträger 2 kodiert.

## Klinische Erscheinungen
Klinische Kriterien sind:
- Krankheitsbeginn im 1. oder 2. Lebensjahrzehnt
- multiple prominente milchweiße gelatinöse Knötchen unter dem Hornhautepithel
- erhebliche Photophobie
- vermehrter Tränenfluss
- Fremdkörpergefühl
- zunehmender Visusverlust

## Differentialdiagnose
Abzugrenzen sind andere Formen der Hornhautdysplasie.

## Geschichte
Die erste Beschreibung außerhalb Japans stammt von 1930 durch E. F. Lewkojewa.